# Григорий XIII
Григорий XIII е римски папа през периода 13 май 1572 г. – 10 април 1585 г. Най-известен е като автор на Григорианския календар, носещ неговото име като папа. Календарната реформа компенсира натрупаното до въвеждането ѝ двуседмично изоставане на юлианския календар спрямо слънчевата година. Част от фамилия Бонкомпани.

## Светски период
Григорий XIII е роден като Уго Бонкомпани на 7 януари 1502 г. в Болоня, Италия, в семейството на търговец.
Уго Бонкомпани следва право в Болонския университет. През 1530 г. му е присъдена докторска степен и като квалифициран юрист става съветник на много епископи в Рим и Тридент. През следващите 8 години Бонкомпани е университетски преподавател. Макар да не влиза в съпружески брак, през това време му се ражда син – Джакомо. С извънбрачния си син, Григорий XIII е последният папа, за когото се знае със сигурност, че е имал незаконни деца.
През 1539 г. се премества в Рим – вече известен като юрист, и папа Павел III му поверява съдебната институция на Капитолия, като заедно с това става вицеканцлер на Шампан.

## Кариера в католическата църква
През 1542 г., на 40-годишна възраст, Бонкомпани приема монашество. Няколко години по-късно новият папа – Павел IV го назначава за секретар на племенника си – кардинал Карло Кафара. Като такъв Уго изпълнява успешно две важни дипломатически мисии – през 1556 г. (в Париж) и 1558 г. (в Брюксел).
Неговите качества са оценени по достойносто и през 1558 г. папата го назначава за епископ на Виесте. Междувременно папският престол е зает от Пий IV, който през 1561 г. го акредитира за делегат на Трентския събор, открит през 1545 г. Участието на Бонкомпани в събора е забележително, особено в окончателните редакции на приетите декрети.
След приключване на Събора, през 1565 г. папата го назначава за кардинал и му поверява разрешаването на важния казус с архиепископа на Толедо – Вартоломей де Каранци. Въпросният архиепископ е обвинен от Светата инквизиция в ерес, заради текстове в издадения от него Катехезис. При пътуването си до Испания кардинал Бонкомпани е придружаван от теолога Феличе Перети – бъдещия папа Сикст V. Кралят на Испания Филип II оказва особено доверие и почит на папския посланик, което по-късно се оказва решаващо в избора на Бонкомпани за папа. Кардинал Бонкомпани не успява да се върне в Рим за конклава след смъртта на папа Пий IV и продължава да бъде сред най-близкото обкръжение на новия папа – Пий V.

## Папа Григорий XIII
След смъртта на папа Пий V кардиналите избират на 13 май 1572 г. за по-малко от денонощие за папа кардинал Уго Бонкомпани. Изборът става възможен благодарение на отвода на следващия най-важен кандидат за престола – испанския кардинал Алесандро Фарнезе, който се отказва по молба на краля.
Уго Бонкомпани избира да служи като папа Григорий XIII в чест на папа Григорий I (590 – 604), когото счита за свой патрон. Коронацията става на 25 май 1572 г.
Понтификатът на Григорий XIII е кратък (13 години), но забележителен. Папата се проявява като твърд привърженик на идеята за издигане на интелектуалното ниво на църковните служители. Така той създава няколко църковни училища в Италия, както и висшия Римски Колегиум, който по-късно е наречен в негова чест Григориански университет.
Особено важно дело на папата е създаването и въвеждането на Григорианския календар. Папата го представя публично за първи път през февруари 1582 г. и на 1 март същата година издава декрет за въвеждането му. Папата нарежда да бъдат пропуснати 10 дни, а 1700, 1800, 1900 и 2100 г. да не бъдат смятани за високосни.
Подобно на своите предци, Григорий XIII робува на идеята, че борбата с иновярващите трябва да се води с огън и меч. Ето защо, той благославя парижката кървава разправа на религиозна основа през 1572 г., в която през нощта на Св. Вароломей са изклани 10 хил. хугеноти.
Григорий XIII умира в Рим на 10 април 1585 г.